# Movimiento Venezuela Responsable, Emprendedora y Sostenible
Movimiento por una Venezuela Responsable, Sostenible y Emprendedora (MOVERSE) es un partido político venezolano ilegalizado por el Consejo Nacional Electoral de Venezuela, siguiendo los lineamientos del gobierno de Nicolás Maduro. Fue fundado un 22 de enero del 2011 en la ciudad de Maracaibo y presentado oficialmente a la sociedad venezolana en un acto político en el Parque del Este de Barquisimeto el 30 de julio del mismo año. MOVERSE obtuvo su legalización como partido político de ámbito nacional el 4 de junio del 2012. 
Inicialmente, MOVERSE se definió como un partido de tipo ambientalista y socialdemócrata. En su ideario político la VENEZUELA SOLAR, se postuló un nuevo pacto entre el Estado venezolano y los ciudadanos donde el desarrollo de las energías renovables en manos de los ciudadanos se convertiría en el eje central de su propuesta política con miras a abolir el Petro Estado Centralista. 
Con el correr de los años y habiendo vivido el rigor de la ilegalización, la persecución política de algunos de sus fundadores y el exilio, MOVERSE ha venido trabajando desde el 2017 en una actualización profunda de sus postulados políticos, siendo a día de hoy un partido político que se ubica en el eje Centro Liberal con una inclinación hacia la defensa de la libertad del individuo en equilibrio con la sostenibilidad ambiental del Planeta. MOVERSE desde su fundación es un partido político que rechaza frontalmente el autoritarismo en cualquiera de sus manifestaciones y aboga por la defensa de los valores que han definido históricamente a las sociedades occidentales. 
MOVERSE Forma parte de la coalición opositora Mesa de la Unidad Democrática (MUD) y en este 2024 ha anunciado su apoyo al candidato de la Plataforma Unitaria Democrática Edmundo González Urrutia para las venideras elecciones del 28 de julio.

## Historia
Grandes hitos han marcado la historia de MOVERSE desde su fundación, aquí tienen un resumen de los eventos más importantes.  
El 22 de enero del 2011 se celebra en la ciudad de Maracaibo la primera reunión preparatoria para dar forma a MOVERSE, inicialmente denominado MUEVES (Movimiento Unido Electoral por una Venezuela Sostenible). 
El 24 de febrero del 2011 se inició en la UNESUR en Santa Bárbara del Zulia el primer foro ENDES "Encuentros Nacionales por el Desarrollo Sostenible", un ciclo de charlas dictadas en universidades, colegios, gremios y otros espacios para presentar una visión global de las oportunidades que tiene Venezuela para impulsar un nuevo modelo de país basado en la sostenibilidad, la innovación y la inclusión social; utilizando las energías renovables como motor de desarrollo. Los ENDES se convirtieron en un instrumento para dar a conocer las ideas del proyecto político que comenzaba a incubarse como MOVERSE.
El 30 de julio del 2011 se presenta oficialmente a MOVERSE como organización política en el parque del Este de Barquisimeto, estado Lara. 
El 4 de junio del 2012 MOVERSE es declarado oficialmente partido político venezolano. En ese mismo mes anunció su apoyo a la candidatura de Henrique Capriles Radonski ganador de las primarias de la Mesa de la Unidad Democrática  a la elección presidencial del 7 de octubre del 2012, resultando derrotado su candidato  por Hugo Chávez. La tarjeta de Moverse obtuvo un total de 18.443 votos que representan 0,12% del total nacional. En esa campaña se concurrió con el eslogan "Somos la evolución hacia un futuro Mejor".
En la actualidad MOVERSE no está habilitado para participar en los procesos electorales venezolanos pero si ha anunciado su respaldo a la candidatura unitaria de Edmundo González Urrutia, candidato presidencial de la Plataforma Unitaria Democrática para las venideras elecciones del 28 de julio.